# 安埠街道
安埠街道是中国黑龙江省哈尔滨市香坊区下辖的一个街道。